# کالن، کانتی کیلکنی
کالن، کانتی کیلکنی (به انگلیسی: Callan) یک منطقهٔ مسکونی در ایرلند است که در شهرستان کیلکنی واقع شده‌است.

## خصوصیات
کالن ۵ کیلومترمربع مساحت و ۲٬۳۳۰ نفر جمعیت دارد و ۶۵ متر بالاتر از سطح دریا واقع شده‌است.